# آتلانتیک سیتی (فیلم ۱۹۸۰)
آتلانتیک سیتی (به انگلیسی: Atlantic City) فیلمی ۱۰۴ دقیقه‌ای به کارگردانی لویی مال با بازی برت لنکستر، سوزان ساراندون، کیت رید، میشل پیکولی، آل واکسمن و هاروی اتکین محصول کشورهای کانادا و فرانسه است.